# Deer Park (Alabama)
Deer Park es un Área no incorporada y un lugar designado por el censo ubicado en el condado de Washington en el estado estadounidense de Alabama. En el año 2010 tenía una población de 188 habitantes.

## Geografía
Deer Park se encuentra ubicado en las coordenadas 31°13′1″N 88°19′2″O / 31.21694, -88.31722.